# Ibrahima Koné (calciatore 1969)
Ibrahima Koné (Adjamé, 26 luglio 1969) è un ex calciatore ivoriano, di ruolo centrocampista.